# Porky va à la chasse
Pour plus de détails, voir Fiche technique et Distribution.
Porky va à la chasse (Porky's Duck Hunt) est un court métrage d'animation produit par Leon Schlesinger et réalisé par Tex Avery. Le film est sorti le 17 avril 1937, distribué par la Warner Bros. Pictures.
Ce court métrage, avec Porky Pig, marque la première apparition de Daffy Duck. C'est Mel Blanc qui prêta sa voix aux deux compères, après que Joe Dougherty fut renvoyé parce qu'il ne réussissait pas à maîtriser correctement son bégaiement.

## Synopsis
Porky Pig veut chasser le canard avec son chien appelé Jim. En guise de démonstration, il braque son fusil sur le chien. Le chien prend peur et se réfugie dans un meuble de la maison. Porky le rassure en disant que le fusil n'est pas chargé. Malheureusement, il se trouve qu'il l'est. Et en tirant en l'air, il touche un homme à travers le plafond, homme qui se venge d'un coup de poing rageur à la figure de Porky. Peu après, Porky sort avec son chien et repère enfin un canard sur le lac. Mais alors qu'il s'apprête à le tirer, une multitude de chasseurs en font autant… sans toutefois réussir à le tuer. Un chasseur frappé d'un strabisme cherche aussi à faire feu sur le canard (avec un fusil dont les canons divergent), mais il abat deux avions au sol à la place.
Porky place ensuite des appelants dans le lac. Daffy arrive et imite la rigidité des faux canards sur l'eau. Il cancane quand Porky a le dos tourné. Porky veut en avoir le cœur net : il va dans l'eau (avec un faux canard sur la tête) pour surprendre le canard. Malheureusement pour lui, quand il tire, il ne sort que de l'eau du fusil. Daffy se réfugie dans un tonneau plein de whisky. Porky l'en fait fuir en tirant dessus. Des poissons, attirés, s'énivrent du whisky qui sort du tonneau, puis se prennent pour des rameurs et chantent « On Moonlight Bay » sur un bateau tout en ayant le hoquet, ce qui étonne Porky. Porky entend alors un cancanement dans l'herbe. Il s'approche pour seulement être mordu au nez par Daffy. Daffy s'envole ensuite mais Porky l'abat. Porky appelle son chien pour récupérer Daffy, mais c'est Daffy qui rapporte le chien. Porky proteste : « cette scène ne figure pas dans le script ! » Daffy pousse ses premiers mots, avoue qu'il ne suit pas le script et qu'il est complètement fou. Il marque le coup en exécutant une danse excitée et des cabrioles sur l'eau. Le canard avale une anguille électrique, ce qui lui cause des crises d'électrocution impressionnantes.
Porky, dans son bateau, hésite entre chasser les canards et manger son casse-croûte : chaque fois qu'il dépose son fusil pour manger, les canards se posent en nombre sur le bateau, mais ils s'en vont dès que Porky reprend son fusil. À la seconde tentative, Porky, énervé, prend le fusil à l'envers et coule son embarcation en faisant feu.
L'acteur comique Joe Penner surgit alors hors de l'eau avec sa phrase culte « You wanna buy a duck? » (Tu veux acheter un canard?).
Peu après, le chien de Porky appelle discrètement son maître et lui montre Daffy à nouveau en vue. Daffy voit Porky prêt à tirer : il se bouche les oreilles en attendant le coup fatal, mais l'arme est enrayée. Daffy, réprobateur, vient lui prendre le fusil des mains et lui montre comment armer correctement. Il tire avant de lui rendre le fusil et de partir avec un rire de fou en faisant des cabrioles.
Porky voit un autre canard dans le ciel. Il tire en rafales mais il s'enterre dans le sol sans réussir à toucher le volatile. Quand il souffle dans un appeau à canard, tous les chasseurs du coin se lèvent à nouveau et font feu ensemble sur Porky. Ce dernier jette l'appeau au loin, mais il rebondit et Jim le chien l'avale fortuitement. Jim hoquète en faisant des coin-coin qui les forcent, lui et Porky, à quitter au plus vite les lieux. Ils reviennent désappointés à la maison. Ils aperçoivent par la fenêtre les canards qui les narguent dans le ciel en faisant des numéros de cirque. Porky, en colère, les vise, mais le fusil ne percute pas. Pensant qu'il n'a plus de balles à l'intérieur, il jette son fusil au sol. L'arme rebondit et fait feu sur l'homme vu au début du cartoon. Ce dernier frappe à nouveau Porky sur le nez.

## Fiche technique
Source IMDb
- Titre original : Porky's Duck Hunt
- Titre français : Porky va à la chasse
- Réalisation : Tex Avery
- Producteur : Leon Schlesinger (Leon Schlesinger Studios)
- Distribution : Warner Bros. Pictures
- Composition : Carl W. Stalling
- Langue : anglais
- Genre : court métrage de dessin animé comique
- Pays de production : États-Unis
- Format : noir et blanc - 35 mm - son mono - 1,37:1 - procédé cinématographique : sphérique
- Durée : 9 minutes
- Date de sortie : 
  - États-Unis : 17 avril 1937

## Distribution
Source IMDb
- Mel Blanc : Porky Pig et Daffy Duck
- Billy Bletcher : le poisson qui fait la basse, l'homme à l'étage supérieur

## Musiques
Aucune musique ou chanson ne figure au générique.
- Moonlight Bay

Musique de Percy Wenrich et paroles d'Edward Madden (en). Chantée par le poisson ivre.
- A-Hunting We Will Go (en)

Musique traditionnelle. Jouée pendant la présentation des crédits, ainsi qu'à de multiples reprises après. 
- Ouverture de Guillaume Tell - Ranz des Vaches

Musique de Gioachino Rossini. Jouée durant le panoramique sur le lac, après la scène où Porky troue le plafond.
- Listen to the Mockingbird

Musique de Richard Milburn (en). Jouée quand Daffy fait son apparition et lors du surgissement des canards.
- When My Dream Boat Comes Home

Musique écrite par Dave Franklin (en) et Cliff Friend (en). Jouée quand le poisson ivre monte à bord du bateau.
- How Dry I Am (en)

Musique traditionnelle. Jouée quand les poissons s'énivrent.
- She Was an Acrobat's Daughter

Musique de Harry Ruby. Jouée pendant que les canards font de la voltige.
- Gee, But You're Swell

Musique d'Abel Baer. Jouée alors que Daffy examine le fusil de Porky.
- I Only Have Eyes for You

Musique de Harry Warren. Jouée quand se présente le chasseur bigleux.
- Don't Give Up the Ship

Musique de Harry Warren. Jouée quand Porky coule et quand il fuit les coups de feu des chasseurs.
- Boulevardier from the Bronx

Musique de Harry Warren. Jouée quand l'homme de l'étage supérieur assome Porky.
- Streamlined Greta Green

Musique écrite par Fred Rose et T. Berwyck. Jouée quand on voit l'anguille électrique.
- Hi Ho the Merrio

Musique de Con Conrad. Jouée quand Daffy dit de lui-même qu'il n'est juste qu'un taré de canard.

## Autour du cartoon
Dans l'écran de fin « That's all folks ! » du cartoon, Daffy rebondit en folie, tourne, fait l'acrobate et cabriole contre le lettrage, avant de glisser couché en mimant un au-revoir.
La première forme de Daffy Duck est celle d'un canard à taille de canard (par rapport à celle de Porky), qui vole et nage quand il ne fait pas le fou. Mais Daffy et le prototype de Bugs Bunny de la même époque sont des personnages au comportement totalement hystérique et à la voix assez proche. La voix de Daffy, créée par Mel Blanc, est proche de celle donnée à Woody Woodpecker (dont la voix originale est aussi créée par Mel). Le rire fou caractéristique de Woody lui restera, alors que celui quasi identique de Daffy sera ensuite modifié et même abandonné après quelques cartoons.
- Mel Blanc interprète la voix de Porky Pig pour la première fois.
- Un an après la réalisation de ce cartoon, Tex Avery le retravaille en couleurs dans Daffy Duck and Egghead, avec son personnage de Egghead à la place de Porky, et le canard reçoit son nom.